# Marca Superior

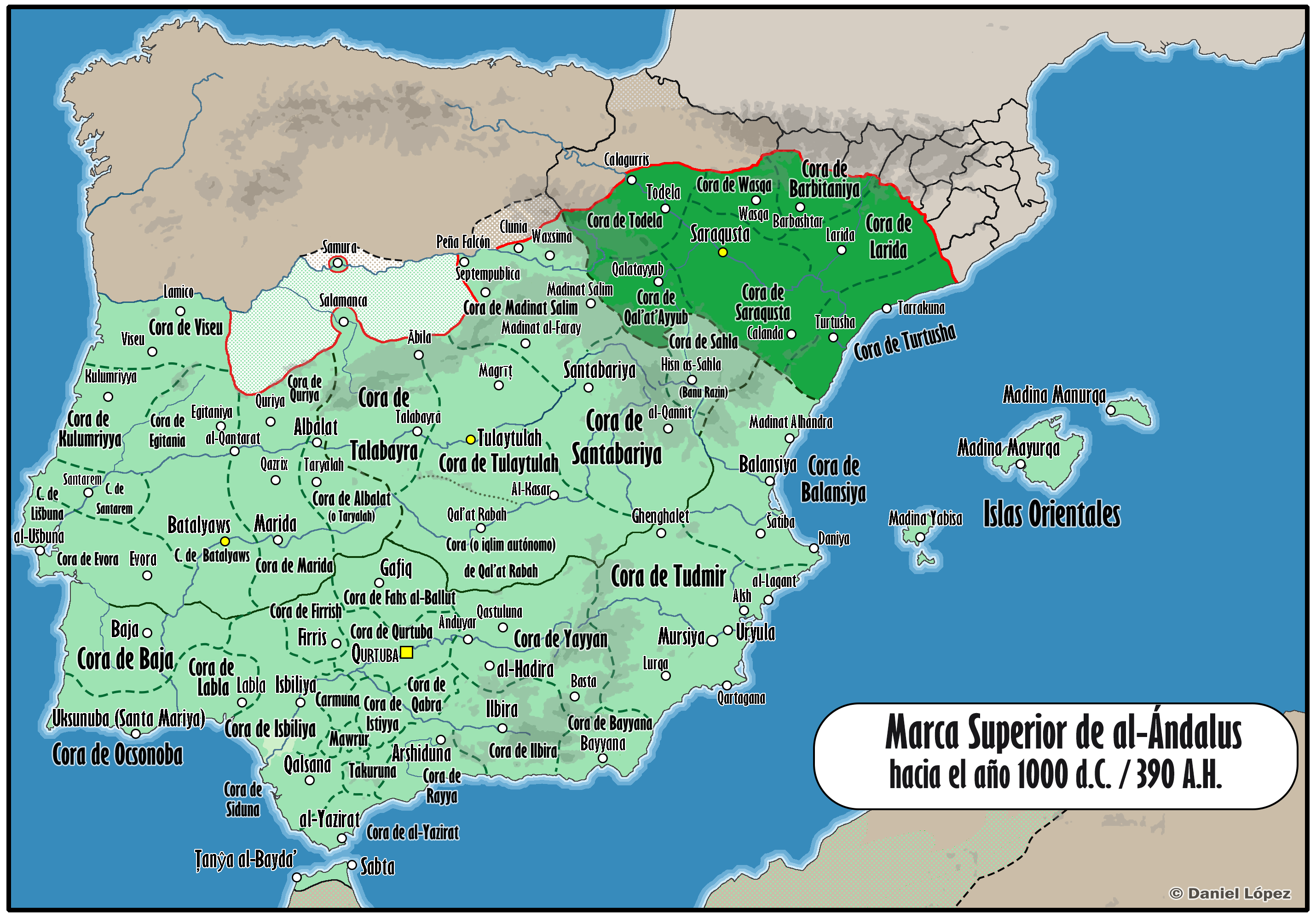
La Marca Superior en un mapa del califato de Córdoba.

La Marca Superior (en árabe: الثغر الأعلى‎, al-Ṯaġr al-Aʿlà, 'frontera' o 'marca superior') era una división administrativa y militar al nordeste de al-Ándalus, en el valle del Ebro. Sus límites coincidían grosso modo con la provincia romana y visigoda de la Tarraconense, comprendiendo aproximadamente el territorio incluido entre las orillas del Mediterráneo y los nacimientos de los ríos Duero y Tajo, donde empezaba al-Tagr al-Awsat o Marca Media.

## Sumisión y rebeldía frente a Córdoba
Al-Thagr al-A‘la mantuvo durante largos periodos su independencia respecto a Qurtuba, donde se asentó el gobierno de Al-Ándalus, incluso tras la entronización de los omeyas en 756. Como las otras dos marcas andalusíes (la Media y la Inferior), eran regiones más pobres y rurales que las del sur, pero a su vez, la marca superior estaba más poblada y mejor defendida que las inhóspitas fronteras del Duero, precisamente para proteger el valle del Ebro frente a las constantes incursiones de los cristianos pirenaicos, y posteriormente, la presión ejercida por el Imperio carolingio y su Marca Hispánica al Sur de los Pirineos. 
A finales del siglo viii, un miembro de la familia Banu Qasi —que se proclamaba descendiente de un conde visigodo (muy probablemente descendientes de la gens hispano-romana de los Casio) llamado Fortún ibn Qasi, dominaba Zaragoza. Un hijo de este —otro Musa— controló Tudela desde el 842. Derrotado por las fuerzas del emir cordobés con el que se había enemistado tras una expedición contra Asturias, recuperó de este el señorío de Tudela en el 844. Después de participar en la defensa frente a las incursiones vikingas, volvió a rebelarse en el 847. Dominó Zaragoza, Huesca y Tudela como señor independiente de los emires cordobeses hasta su fallecimiento en el 862. La familia estaba emparentada con la casa real del Reino de Pamplona: el segundo Musa había desposado a la hija del rey García Sánchez I de Pamplona. Combatió contra los reinos y condados vecinos, saqueando Barcelona y siendo derrotado en Albelda por Ordoño I de Asturias.
Muhámmad I de Córdoba recuperó efímeramente el control del territorio hasta que los hijos de Musa se alzaron nuevamente contra Córdoba en el 871. La rebelión se mantuvo hasta el 907, a pesar de la muerte de uno de los hermanos rebeldes a manos de los cordobeses. Las continuas expediciones contra el foco rebelde no dieron resultado, y los emires optaron por oponer a los Banu Qasi una familia rival que les disputase el poder: los Banu Tuyib. Estos acabaron por arrebatar el poder a los Banu Qasi, pero mantuvieron intermitentemente la independencia frente a Córdoba.

## Distritos de la Marca Superior

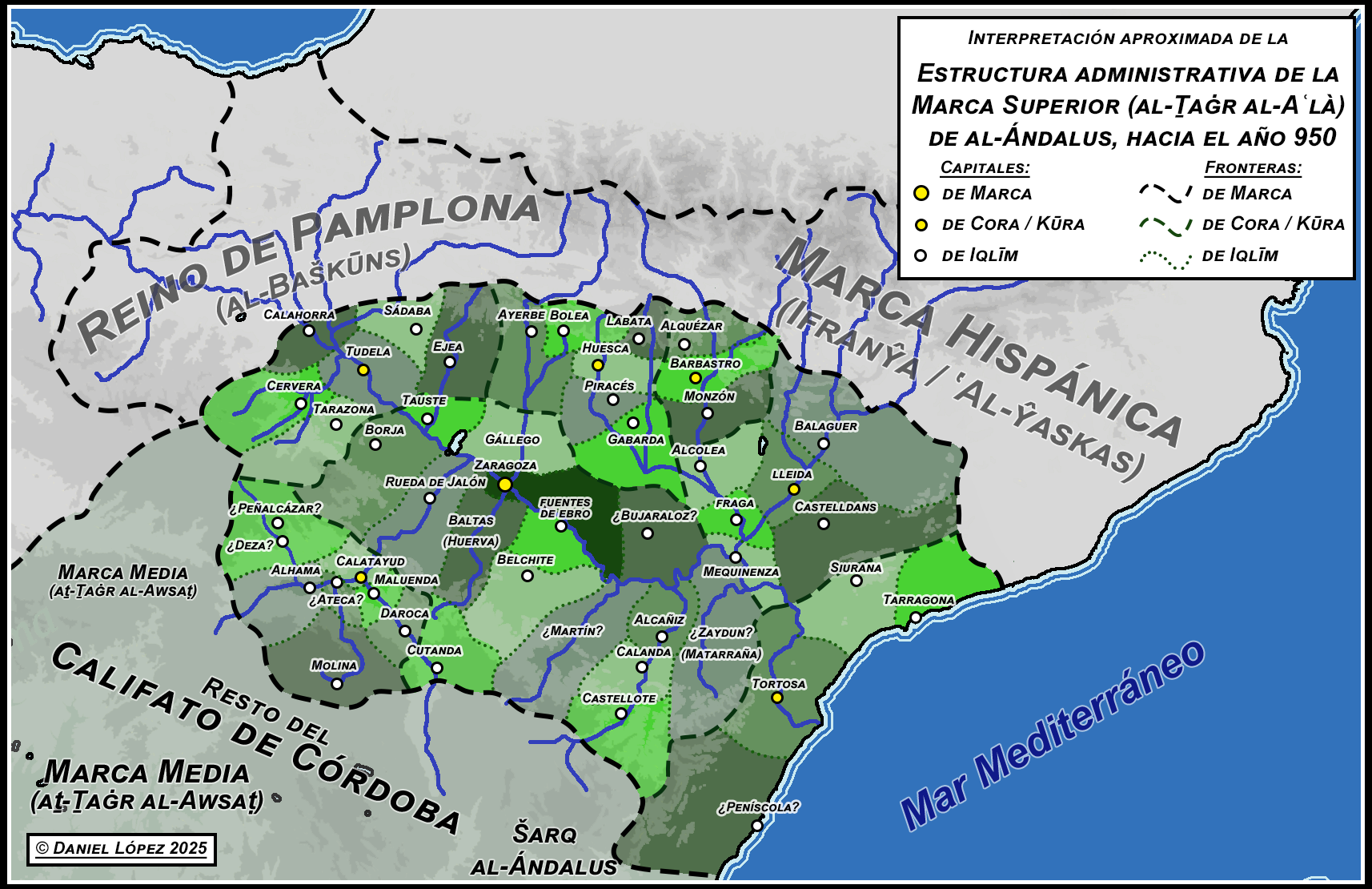
Mapa de la organización territorial de la Marca en el siglo X

Sobre la base de la información transmitida por Al-Udri, sabemos que en la Marca Superior el territorio se repartía entre las coras de:
- Barbitaniya, que se extendía por la zona nordeste de la actual provincia de Huesca, con capital en Barbastro, e incluía además las ciudades de Boltaña y Alquézar.
- Huesca, entre Saraqusta y el condado/Reino de Aragón, incluía las fortalezas de Bolea y Sān wa-Mãn (Peñas de Sen y Men).
- Lérida, que era de tamaño muy reducido, incluyendo las ciudades de Mequinenza y Fraga.
- Zaragoza, era el distrito principal de la Marca Superior, tanto política como económicamente. Su capital estaba en la ciudad de Zaragoza, y disponía de varios centros de población relevantes: la ciudad de Rūța al-yahūdī (Rueda de Jalón), Zuera, Ricla, Muel, Belchite, Alcañiz y Calanda. Tras la desaparición del Califato, se erigió en cabeza de la Taifa de Zaragoza, que englobó a buena parte de la Marca.
- Calatayud, que incluía, además de la capital, los poblamientos de Maluenda y Daroca.
- Tudela, que incluía las ciudades de Tarazona y Borja, y se extendía hasta la actual La Rioja.
- Barusa, la más pequeña de las coras del Califato, organizada sobre el eje del río Piedra, con capital en Molina de Aragón, y limítrofe con la de Šantabariya, ya en la Marca Media.

Para algunos autores, los dos primeros distritos citados conformaban una comarca militar específica, dentro de la Marca Superior, denominada al-Tagr al-Aqsa o Frontera exterior, aunque esta denominación se usó también indistintamente como sinónimo de al-Thagr al-Aala.